# Чаговець Всеволод Андрійович
Все́волод Андрі́йович Чагове́ць (* 5 лютого (17 лютого за новим стилем) 1877, місто Старокостянтинів, нині Хмельницької області — † 20 грудня 1950, Київ) — український журналіст, драматург, театрознавець, музикознавець, критик.

На початку 1900-х років активно виступав у періодиці, зокрема в газеті «Киевская мысль». У своїх статтях обстоював потребу розвитку української культури, але трактував її як місцеву, провінційну.
У 1901–1918 роках працював як театральний рецензент і публіцист у Києві.
25 жовтня 1921 р. у Києві революційний трибунал  розглянув справу журналіста В. Чаговця, який у 1918 р. був співробітником газети „Киевская мысль”, а після відходу денікінських військ намагався незаконно перейти державний кордон. Зважаючи на каяття підсудного в антирадянській агітації, трибунал висловив йому громадську догану та заборонив на місяць займатися журналістською діяльністю .
Автор п'єси «Дойна», лібретта до балетів «Лілея» К. Данькевича і «Маруся Богуславка» А. Свєчнікова, інсценізації «Тарас Бульба» за Миколою Гоголем та ін.; спогадів («З темряви минулого»); нарисів про творчість Миколи Лисенка, М. Заньковецької, І. Мар'яненка, П. Саксаганського, І. Паторжинського, Оксани Петрусенко, М. Соловцова, Театр Миколи Садовського та ін.; кн. «Життя і сцена» (Київ, 1956).